# The Eye of Every Storm
The Eye of Every Storm è l'ottavo album in studio del gruppo musicale statunitense Neurosis, pubblicato nel 2004.

## Tracce
1. Burn – 7:07
2. No River to Take Me Home – 8:43
3. The Eye of Every Storm – 11:57
4. Left to Wander – 8:11
5. Shelter – 5:18
6. A Season in the Sky – 9:50
7. Bridges – 11:36
8. I Can See You – 6:10

## Formazione
Gruppo
- Steve Von Till - voce, chitarra, effetti
- Scott Kelly - voce, chitarra
- Noah Landis - organo, piano, synth, sampler, effetti
- Josh Graham - visual media
- Dave Edwardson - basso, moog, cori
- Jason Roeder - batteria, percussioni

Altri musicisti
- Desmond Shea - tromba in Left to Wonder e Shelter
- Jeffrey Luck Lucas - violoncello in I Can See You